# Signochrysa bakeri
Signochrysa bakeri is een insect uit de familie van de gaasvliegen (Chrysopidae), die tot de orde netvleugeligen (Neuroptera) behoort. 
Signochrysa bakeri is voor het eerst wetenschappelijk beschreven door Banks in 1924.